# Tatort: Mord im Grand-Hotel
Mord im Grand-Hotel ist ein österreichischer Fernsehkrimi von und mit Fritz Eckhardt aus dem Jahr 1979, Regie führte Georg Lhotsky. Er entstand als 105. Folge der Kriminalreihe Tatort und war der neunte Tatort-Fall für Marek. Marek hat es diesmal mit dem Mord an einem Industriellen und einem identisch begangenen Mord an einem LKW-Fahrer zu tun.

## Handlung
Im Wiener Grand-Hotel werden Gäste eines Staatsbesuchs einquartiert, zu deren Schutz werden Marek und ein paar Kollegen ebenfalls dort untergebracht. Noch am selben Abend wird Marek vom Hotelpersonal zum Swimming-Pool gerufen, neben diesem wurde die Leiche eines Mannes gefunden, der nicht unter den Hotelgästen aufgelistet war. Die Untersuchung ergibt, dass der Mann nicht an der Fundstelle getötet wurde, Marek zieht den Fall an sich. Wirz vernimmt unterdessen den Gangster Robert Radek, dem seine Brieftasche abhandengekommen war und der einem Zuhälterring im Vorarlberg angehört. Der Rechtsanwalt Dr. Berghof sucht Marek auf und klärt ihn über die Identität des Toten aus dem Grand-Hotel auf, es handelt sich um den Grazer Großindustriellen Thomas Kandrisch, der auf der Durchreise nach Hamburg war. Auf einem Schrottplatz wird kurz darauf eine weitere männliche Leiche im Kofferraum eines Altautos entdeckt. Marek sucht Direktor Fellner auf, den Teilhaber des Toten, dieser ist der Schwager und Mandant von Dr. Berghof. Fellner gibt an, Kandrisch am Nachmittag des Mordtages noch gesehen zu haben, zur Tatzeit war er angeblich mit seiner Frau zusammen, Dr. Berghof war auf einem Bankett, zur Tatzeit war das Bankett allerdings schon beendet. Renate Fellner, die Schwester von Dr. Berghof, kommt hinzu, als Marek sie über den Mord an Kandrisch informiert, fällt sie in Ohnmacht.
Marek erfährt kurz darauf, dass der zweite Tote eine identische Einschusswunde wie Kandrisch hatte und wahrscheinlich mit derselben Waffe erschossen wurde, Papiere hatte er keine bei sich gehabt. Beim Toten finden Marek und Wirz Streichhölzer des Hotels Winkler, Winkler kann bestätigen, dass der Tote bei ihm gewohnt hatte, im selben Hotel wohnt auch der Gangster Radek. Es stellt sich heraus, dass der Tote ein Bekannter von Radek war, dieser gibt an, dass es sich um den LKW-Fahrer Franz Lechner handelt, der öfters Waren für diesen vom Balkan mitgebracht habe. Winkler gibt an, auch Kandrisch gekannt zu haben, dieser habe sich stets für nur tagsüber ein Zimmer genommen, um sich dort mit dem Zimmermädchen Senta zu treffen, mit der er ein Verhältnis angefangen hatte. Senta gibt an, Kandrisch gerne geheiratet zu haben, wenn dieser zur Scheidung von seiner Frau bereit gewesen wäre. Marek sucht Frau Fellner diesmal alleine auf, diese bestätigt das Alibi ihres Mannes für die Mordnacht, am Nachmittag vor dem Mord sei sie bei einer Freundin gewesen. Marek fährt mit ihr zu ihrem Mann und ihrem Bruder, er sagt den dreien auf den Kopf zu, dass er die Geschichte mit Senta nicht glaubt und dass die drei Senta bestochen hätten, um den Beamten die Geschichte von ihrem angeblichen Verhältnis zu Kandrisch zu erzählen. Kandrischs deutlich ältere Witwe Lisa sucht in diesem Moment Fellner auf und erzählt bei dieser Gelegenheit Marek, dass sie eine hohe Belohnung für die Ergreifung des Mörders ihres Mannes ausgesetzt hat. Sie wirft Berghof und den Fellners vor, ihren Mann hereingelegt zu haben. Fellner habe zwei Millionen Schilling unterschlagen und Kandrisch sei dahintergekommen, sie könne dies durch Urkunden beweisen. Außerdem weiß Frau Kandrisch, dass Renate Fellner seit über einem Jahr ein Verhältnis mit Kandrisch hatte, was diese auch zugibt.
Lisa Kandrisch war dahintergekommen und hatte ihren Mann in der Hand, er hatte sich deshalb von Renate Fellner getrennt. Lisa Kandrisch sieht darin ein Motiv für Renate. Marek stellt fest, dass jeder der im Raum Befindlichen ein Motiv zum Mord gehabt habe und verabschiedet sich. Bei Berntner im Büro hat sich unterdessen eine Prostituierte gemeldet, die angeblich wisse, wer Kandrisch erschossen hat, einen weiteren Hinweis erhält Marek von einem Zollbeamten in Bezug auf Lechner. Dieser war kürzlich bei einer Drogenkontrolle geflohen, im LKW fanden sich 100 Kilogramm Haschisch. Die Nachricht war vom Zoll aus fahndungstaktischen Gründen zurückgehalten worden, vielleicht musste Lechner deshalb sterben. Berntner trifft sich am Abend mit der Anruferin, der g‘schwinden Lizzy. Sie hat es auf die Belohnung abgesehen und erzählt Berntner, dass der Zuhälter Jimmy Novak Kandrisch erschossen habe und wo die Polizei ihn finden könne. Marek erfährt unterdessen vom Direktor des Grand-Hotels, dass Frau Kandrisch in der Mordnacht in seinem Hause genächtigt hatte. Wirz und Berntner suchen das Versteck von Jimmy auf, da der Privatdetektiv Zinkl die Beamten ungewollt ablenkt, kann Jimmy Wirz und Berntner stellen und entwaffnen. Jimmy bestreitet den Mord und fragt die Beamten nach ihrem Hinweisgeber. Wirz blufft Jimmy mit angeblich gefundenen Fingerabdrücken und schließlich mit angeblich hinzukommenden Kollegen, woraufhin Wirz und Berntner Jimmy überwältigen und festnehmen können. Von seinem ehemaligen Kollegen, der an seinem letzten Arbeitstag ebenfalls zum Schutz von Staatsgästen im Grand-Hotel während des Mordes abgestellt war, erhält Marek derweil die entscheidenden Hinweise darauf, dass Jimmy der Täter war.
Jimmy wurde allerdings vom Untersuchungsrichter mangels hinreichenden Tatverdachts freigelassen und ist erneut untergetaucht. Marek erklärt unterdessen Wirz, dass die Drogenlieferung, die der Zoll konfisziert hatte, tatsächlich zu den beiden Morden führte. Marek befürchtet, dass auch Jimmy nun umgebracht werden soll. Unterdessen trifft sich Radek mit Jimmy, der Geld für seine Flucht von ihm fordert. Jimmy erinnert Radek daran, dass er das Bargeld von Kandrisch nach dessen Ermordung an sich genommen hatte. Marek und sein Team stürmen mit Verstärkung das Hotel Winkler und treffen dort auf Dr. Berghof und Jimmy, Radek ist verschwunden. Berghof zeigt an, dass Jimmy sein Mandant ist und gibt sich kooperativ. Radek kann festgenommen werden, als er durch die Hintertür das Hotel verlassen will. Marek erklärt den Anwesenden, dass er Jimmy als Mörder und Radek als Auftraggeber überführt hat. Radek hatte hohe Spielschulden in der Unterwelt, die er begleichen musste, deshalb hatte er den Drogenschmuggel mit Lechner eingefädelt. Da dessen Ware vom Zoll angehalten wurde, wovon Radek nichts wusste und das Hotel das auf Lechner gebuchte Zimmer an Kandrisch weitervermietet hatte, tötete Jimmy irrtümlich Kandrisch statt Lechner, da Jimmy nur die Zimmernummer seines Opfers kannte. Am nächsten Tag tötete er, nachdem er seinen Irrtum bemerkt hatte, auch noch Lechner, nachdem dieser ohne seinen LKW in Wien aufgetaucht war. Jimmy sollte Kandrischs Leiche auf dem Schrottplatz entsorgen, auf der dann Lechner gefunden wurde. Da aber in der Umgebung des Grand-Hotels alle Autos wegen der hohen Staatsgäste genauestens kontrolliert wurden, fuhr Jimmy mit seinem Wagen in die Tiefgarage, die krankheitsbedingt polizeilich unbewacht war und konnte so mit dem Fahrstuhl zum Swimming-Pool hinauffahren und die Leiche dort deponieren, die Leiche Lechners konnte er dann am nächsten Tag planmäßig entsorgen. Der Garagenmeister des Grand-Hotels hatte eine exakte Personenbeschreibung Jimmys abliefern können. Radek und Jimmy werden beide festgenommen.

## Einschaltquote und Produktion
Mord im Grand-Hotel erreichte bei seiner Erstausstrahlung eine Einschaltquote von 52,0 %.
Mord im Grand-Hotel war der neunte Tatort-Fall um Oberinspektor Marek. Fritz Eckhardt fungierte nicht nur als Hauptdarsteller, sondern schrieb auch das Drehbuch. Der Film wurde im Mai und Juni 1979 in Wien und Umgebung gedreht.
Christine Böhm, die das Zimmermädchen Senta spielte, verunglückte noch vor der Ausstrahlung tödlich bei einem Wanderunfall.